# 伊瑟隆
伊瑟隆（發音：[iːzɐˈloːn] ⓘ）是德国北莱茵-威斯特法伦州阿恩斯贝格行政区马克县的城市，面积125.49平方千米，2023年12月31日人口为92,404人，是该县最大城市。

## 流行文化
日本作家田中芳樹創作的科幻架空歷史小說《銀河英雄傳說》中的著名要塞伊謝爾倫要塞（Iserlohn Fortress，イゼルローン要塞）及戰略重地伊謝爾倫走廊（Iserlohn Corridor，イゼルローン迴廊）和本市同名。

## 友好城市
伊瑟隆与以下城市结为友好城市：
- 荷蘭 阿爾默洛（1954年）
- 瑞士 比尔（1959年）
- 奥地利 蒂罗尔州哈尔（1967年）
- 法國 欧谢勒（1975年）
- 法國 拉旺蒂（1975年）
- 匈牙利 尼賴吉哈佐（1989年）
- 俄羅斯 新切爾卡斯克（1990年）
- 德国 格劳豪（1991年）
- 波蘭 霍茹夫（2004年）